# Chalciope (fille d'Éétès)
Pour les articles homonymes, voir Chalciope.
Dans la mythologie grecque, Chalciope (en grec ancien Χαλκιόπη / Khalkiópê) ou Iophossa, fille d'Éétès et d'Idyie, est l'épouse de Phrixos.

## Étymologie
Le nom Χαλκιόπη / Khalkiópê est composé de χαλκός / khalkós (« bronze ») et de ὄψ / óps (« œil », « regard », « visage ») : il signifie « visage de bronze ».

## Mythe
Chalciope est la fille d'Éétès et d'Idyie. Elle est l'épouse de Phrixos de qui elle a Argos, Mélas, Phrontis, Cytisoros et Presbon.

### Sources antiques
- Pseudo-Apollodore, Bibliothèque [détail des éditions] [lire en ligne] (I, 9, 1).
- Apollonios de Rhodes, Argonautiques [détail des éditions] [lire en ligne] (II, 1149).
- Hygin, Fables [détail des éditions] [(la) lire en ligne] (III).
- Pausanias, Description de la Grèce [détail des éditions] [lire en ligne] (IX, 34, 7).